# 李勢
李 勢（り せい、? - 361年）は、五胡十六国成漢の第5代皇帝。字は子仁。昭文帝李寿の長男。母は李夫人。

## 生涯
祖父の李驤が梁州刺史李鳳の反乱を平定した時、李鳳の娘は李寿の側室に迎えられ、後に李勢を生んだ。正室の閻夫人には子がいなかったので、李勢は彼女に養育された。
李勢は身長が七尺九寸、腰帯が十四囲あった。臨機応変に物事を対処する事が出来たため、当時の人は彼を只者ではないと感じた。また、容貌が優れていた事から、3代皇帝李期に寵愛された。李寿が漢王に封じられると、李勢は翊軍将軍に任じられて漢王の世子に立てられた。
漢興元年（338年）、李寿が挙兵して成都に到来すると、李勢は内で呼応して城門を開いて李寿を迎え入れた。李寿が李期を廃して皇位を簒奪すると、李勢は皇太子に立てられた。
漢興4年（341年）12月、李寿により大将軍・録尚書事に任じられた。
漢興6年（343年）8月、李寿が亡くなると、李勢は後を継いだ。翌年正月に領内に大赦を下し、太和と改元した。養母の閻夫人を尊んで皇太后とし、妻の李夫人を皇后に立てた。
太史令韓皓は「熒惑星（火星）が接近しております。宗廟に対する礼を欠いたことが原因であると思われます」と述べた。李勢はこの事について群臣に議論させた。相国董皎・侍中王嘏らは「景武（李特と李雄）が事業を興し、献寿（李驤と李寿）がその基を受け継ぎました。いずれも近親であり、遠からざる関係です。断絶させるべきではありません」と述べた。そこで李勢は李特・李雄を祀り、漢王と呼ぶように改めさせた。
李勢の弟である大将軍・漢王李広は、李勢に子がいないのを理由に皇太弟の地位を求めたが、李勢は認めなかった。馬当と解思明は李勢に兄弟が少ないから李広を廃してしまっては社稷が危ういと考え、李広の要求を許すように強く勧めた。李勢は馬当らと李広の間に謀略があるのではないかと疑い、太保李奕を派遣して涪城を守る李広を攻め落とさせた。また、董皎に命じて馬当・解思明を捕らえて斬首して三族を皆殺しにした。李広は臨邛県侯に落とされ、間もなく自害した。良臣であった解思明と馬当が殺されたので、これ以降綱紀を引き締めたり諫言する者はいなくなった。
太和3年（346年）、李奕が乱を起こして晋寿において挙兵すると、蜀人の多くがこれに従い、兵は数万を数えた。李勢は成都城を固く守って防衛すると、李奕が単騎で門へ突撃した際に守兵がこれを射殺した。これにより、配下の兵は散亡した。李勢は李奕の死を確認すると、領内に大赦を下し、嘉寧と改元した。
かつて蜀の地には獠族（西南方の異民族）は住んでいなかったが、この時期に山から降りてきて北は犍為・梓潼に至るまでの範囲の山谷に定住するようになった。数は10万部にまで及び、成漢には彼らを対処する術が無かったので民衆にとって大きな患となった。獠族が乱を起こすと成漢軍は争わずに退いたので、成漢の領土は日ごとに縮小していった。加えて凶作にも見舞われ、国力は大いに衰退した。
李勢は驕慢であり、財宝や女色を愛した。人を殺害してその妻を奪い、荒淫にふけって国事を顧みようとしなかった。また、猜疑心が強く、大臣を誅殺して刑の運用を厳しくしたので、民は皆恐れおののいた。父祖以来の旧臣を遠ざけて自らの側近数人を親任したので、彼らが政治を牛耳った。また、李勢はいつも禁中に閉じこもったので、公卿たちに会うことが少なかった。史官がしばしば災いについて上奏すると、董皎を尊んで太師を加えるとしたが、実際は災いを分け与えようとしただけであった。
嘉寧2年（347年）2月、東晋の大司馬桓温が成漢攻略の兵を挙げ、水軍を率いて進撃した。東晋軍が青衣に到達すると、李勢は大軍を率いて迎撃した。さらに、李福や昝堅らに数千人を与え、山陽から合水へと進ませて敵軍を阻ませた。桓温が陸路を進んでいるとの報があったので、諸将は江南に伏兵を設けて晋軍を迎え撃とうとしたが、昝堅は従わずに諸軍を率いて江北の鴛鴦碕から犍為へと向かった。
3月、桓温が彭模に至ると、李福は従兄の李権らと共に襲撃したが、返り討ちに遭った。その後も李権らは連戦連敗し、軍は散り散りとなって間道を伝って成都城に戻った。桓温が山陽から江南へ出た時、犍為に到達した昝堅は行き違いになった事に気づき、沙頭津から北へ渡った。だが、桓温は既に成都の十里の地点まで来ており、昝堅の軍は戦意喪失して戦わずに自潰した。
李勢は全軍を動員し、笮橋において桓温に決戦を挑んだ。戦況は壮絶なものとなり、李勢は東晋の前鋒を破って参軍龔護を討ち死にさせた。一時は漢軍の箭矢が桓温の馬前まで届くほどに追い詰めたが、江夏相袁喬が軍士を大いに鼓舞して劣勢を盛り返すと、漢軍は敗れた。桓温軍は退かずに攻め続け、漢軍は大いに潰走した。桓温は勝ちに乗じて城下に至ると、火を放って成都大城の諸門を焼き、成漢小城を焼き払った。李勢の兵は恐れおののき、中書監王嘏・散騎常侍常璩らは李勢に降伏を勧めた。李勢は侍中馮孚に問うと、馮孚は「昔、呉漢が蜀の地を征した際、公孫氏（公孫述）は尽く誅殺されました。今、晋は書を下して諸々の李氏を許さぬと宣言しており、降伏しても命を全うすることが叶わぬやもしれません」と言った。
李勢は夜闇に紛れて東門から脱出すると、昝堅と合流して九十里退き、晋寿郡の葭萌城に到った。鄧嵩と昝堅が降伏を勧めると、李勢は遂に降伏を決断した。その後、降伏文を桓温の下へ送り「偽の嘉寧二年三月十七日、略陽の李勢が叩頭して死罪を請います。伏して大将軍の節下を思いますに、先人はこの地に流れ着き、険阻を頼みとして汶蜀の地に自立しました。しかし、この勢が闇弱であったので、命脈が絶えることとなりました。一時の安楽を求めて長い月日を過ごし、最期まで行いを改める事が出来ませんでした。妄りに労役を課して険阻な道を突き進み、将士は狂愚であったので天威を犯すこととなりました。仰いでは慚じ俯しては愧じ、精魂は飛散し、甘んじて鈇鑕（腰斬の執行に用いる、斧と台）を受け入れ、以って軍鼓を血で染め上げましょう。伏して大晋を思いますに、天網は押し広められ、恵は四海に及び、恩は陽日を超えました。糧食も士卒も逼迫したことから、自ら草野に投じました。即日、白水城に至った所にて、勝手に任じました散騎常侍王幼に命じ、こうして書を携えて意見を述べさせた次第です。合わせて、州郡には武器を捨て刑具を手放す様、命じております。この窮池の魚は命を待っております」と述べると、棺を担いで面縛した上で桓温の軍門へ赴いた。桓温はその縛を解いて棺を焼き、李勢と叔父の李福・従兄の李権を始め、親族10人余りを建康へと移した。こうして成漢は滅亡した。李勢の在位期間は5年であった。
李勢は建康に到着すると、朝廷により帰義侯に封じられた。
升平5年（361年）、李勢は建康において没した。

## 伝記資料
- 『晋書』巻一百二十一 載記第二十一　　巻九十八列伝 第六十八
- 『資治通鑑』巻九十六　巻九十七